# The Dark Element
The Dark Element – szwedzko-fiński zespół muzyczny wykonujący metal symfoniczny i power metal, założony w 2017 roku.

## Historia
29 sierpnia 2017 roku wokalistka Anette Olzon, była członkini zespołu Nightwish i gitarzysta, kompozytor oraz autor tekstów Jani Liimatainen, związany z zespołami Sonata Arctica i Cain’s Offering ogłosili założenie nowej grupy o nazwie The Dark Element. Propozycję podjęcia twórczej współpracy złożyła Olzon i Liimatainenowi wytwórnia Frontiers Records w 2016 roku. Skład The Dark Element uzupełnili basista Jonas Kuhlberg i perkusista Jani „Hurtsi” Hurula. 10 listopada 2017 roku zespół wydał nakładem wytwórni Frontiers Records debiutancki album studyjny, noszący tę samą nazwę co on.
7 czerwca 2018 roku The Dark Element zagrał swój pierwszy koncert na żywo w ramach festiwalu Sweden Rock Festival. W następnym roku, 8 listopada, nakładem Frontiers Records ukazał się drugi album studyjny grupy, Songs the Night Sings, w którego nagraniu uczestniczył nowy perkusista, Rolf Pilve.

## Skład
Obecny skład zespołu
- Anette Olzon – wokal (od 2017)
- Jani Liimatainen – gitara (od 2017)
- Jonas Kuhlberg – gitara basowa (od 2017)
- Rolf Pilve – perkusja (od 2019)

Byli członkowie zespołu
- Jani „Hurtsi” Hurula – perkusja (2017–2019)

## Dyskografia
Albumy studyjne
- The Dark Element (2017)
- Songs the Night Sings (2019)

Single
- „The Dark Element” (2017)
- „My Sweet Mystery” (2017)
- „Here’s to You” (2017)
- „Dead to Me” (2017)
- „Songs the Night Sings” (2019)[10]
- „The Pallbearer Walks Alone” (2019)[11]
- „Not Your Monster” (2019)[12]

Kompilacje
- Rock Ain’t Dead (2017; utwór „My Sweet Mystery”)[13]